# 小林裕和 (漫画家)
小林 裕和（こばやし ひろかず、9月5日 - ）は、日本の漫画家。新潟県出身。

## 受賞歴
- 「チープ・トリック」（まんがカレッジ、2002年5月期 あと一歩で賞） - 21歳時の作品。
- 「リコピン」（小学館新人コミック大賞、第51回（2002年後期）佳作） - 21歳時の作品。

## 作品

### 連載
- 戦国八咫烏（『週刊少年サンデー』2010年25号 - 2012年2号）
- ナヴァグラハ -DefenD 9 Triggers-（『月刊少年シリウス』2015年10月号 - 2017年1月号） - 脚本担当。
- ナヴァグラハ -Virgin 9 soulS-（『月刊少年シリウス』2017年5月号 - 2019年9月号） - 脚本担当。
- 将国のアルタイル嵬伝 嶌国のスバル（『月刊少年シリウス』2016年3月号 - 2019年6月号） - 原作担当。
- 迷宮の王（『水曜日のシリウス』2021年8月9日 - 連載中） - 脚本担当。
- まんがにいがた偉人伝　佐藤藤三郎（「企画・原案:公益財団法人 食の新潟国際賞財団」「監修:公益財団法人 食の新潟国際賞財団」「作画:シャガラ」） - シナリオ担当。
- コミック版日本の歴史76　戦国忍者列伝　風魔小太郎・雑賀孫一・加藤段蔵（企画・構成・監修:加来耕三、原作:静霞薫） - 雑賀孫一の作画を担当。
- コミック版日本の歴史79　戦国人物伝　小早川秀秋（企画・構成・監修:加来耕三、原作:静霞薫）
- コミック版日本の歴史83　戦国人物伝　黒田長政（企画・構成・監修:加来耕三、原作:後藤ひろみ）
- コミック版日本の歴史89　歴史を変えた日本の合戦　小牧・長久手の合戦（企画・構成・監修:加来耕三、原作:静霞薫）
- コミック版日本の歴史92　戦国人物伝　九鬼嘉隆（企画・構成・監修:加来耕三、原作:静霞薫）

### 読切
- ダマスカラス（『少年サンデー特別増刊R』2004年12月25日号）
- 3（『週刊少年サンデー超』2008年9月24日号）
- D.O.U.M（『週刊少年サンデー超』2009年5月25日号）
- 八咫烏（『週刊少年サンデー』2009年39号）